# Kufsteiner Becken

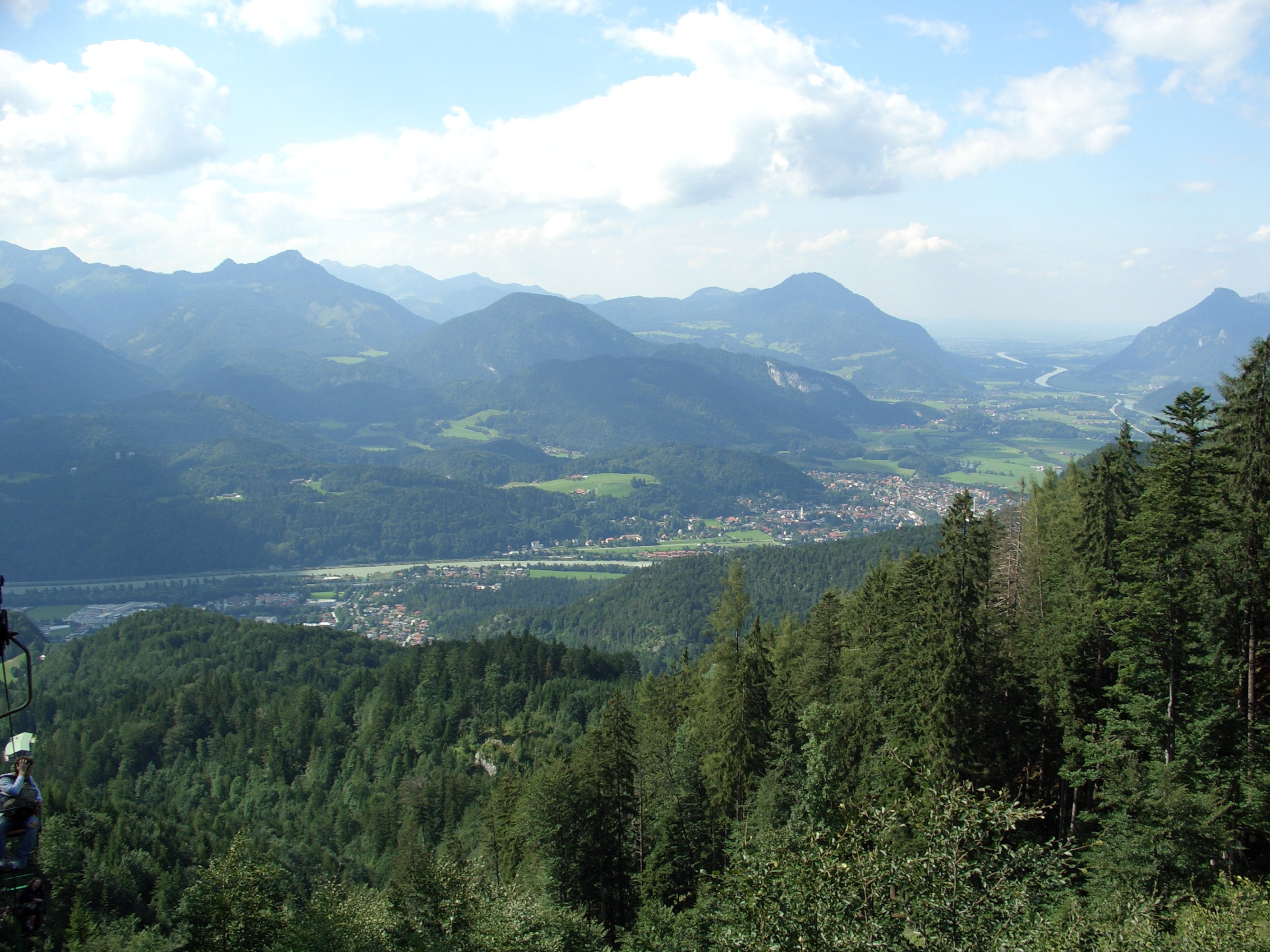
Das westliche Kufsteiner Becken

Das Kufsteiner Becken ist ein geologisches Becken im Inntal zwischen Erl/Oberaudorf und Kufstein gelegen. Es befindet sich sowohl in Österreich als auch in Deutschland.
Das Becken befindet sich am Schnittpunkt mehrerer großer Gebirgszüge: Kaisergebirge im Südosten, Brandenberger Alpen (Rofan) im Südwesten, Bayerische Voralpen im Westen und die Chiemgauer Alpen im Norden.
Das Kufsteiner Becken zeichnet sich durch geringere Niederschläge und eine längere Vegetationsperiode im Gegensatz zur übrigen Region aus. Es ist außerordentlich föhnbegünstigt.